# Bertel Bartholin
Bertel Bartholin, född den 21 september 1614 i Köpenhamn, död den 29 januari 1690, var en dansk professor, son till professor Caspar Bartholin den äldre. 
Vid 13 års ålder blev Bartholin student och odlade sedan i fem år vid universitetet de olika filosofiska vetenskaperna, tills han blev upptagen i den berömda bildningsanstalten på Rosenholm hos sin fars vän, Holger Rosenkrantz, vars umgänge och påverkan han njöt i tre år, innan han efter tidens sed anträdde den långa bildningsresan till utlandet, som skulle avsluta hans utbildning. 
I tre år studerade han i Leiden, besökte därefter Frankrike och Italien, där han fick tillgång till de bästa bibliotek och använde mycken tid på kollation av klassiska författare, liksom studiet av antiken i det hela fängslade honom, utan att han därför förummade rättsvetenskapen, som han en tid rent av menade att han borde ägna sin största uppmärksamhet, varifrån han dock hindrades efter Ole Worms varningar. 
Över Paris och Amsterdam vände han tillbaka till Danmark 1645 och utnämndes samma år till professor eloqventiæ vid universitetet; 1647 fick han magistergraden och äktade den 20 juni samma år Sille Marie Glob, född den 21 februari 1630 i Køge, där hennes far, magister Christen Glob, var präst; hennes mor var syster till den rike köpmannen Johan Braem. Hon dog i barnsäng den 21 januari 1675. 
Kung Fredrik III gav Bartholin tillsynen över den kungliga konstkammaren med titel av antiqvarius regius. Han dog som senior vid universitetet efter att ha fört ett långt och lyckligt liv, vartill mycket bidrog den sällsynta själsjämvikt, med vilken han förstod att ta livets skiftande skickelser. Som professor eloqventiæ (i latinsk filologi) stod Bartholin alldeles i skuggan av sin kollega Ole Borch och har endast levererat få och obetydliga skrifter. 
Mest omtalad är hans Commentarius de pænula (1655; 2. utökade utgåvan 1670), som på omkring 100 sidor vitt och brett skildrar detta antika klädesplagg (en rese- och regnkappas) form, stoff, färg, användning av skilda personer osv. Detta slags avhandlingar kan Holberg ha tänkt på, då han skrev sin anmärkning om den "välstuderade" personen, som "disputeret har om romersk sko og hat". 
1645 skrev han en liten Exercitatio philologica de Latini sermonis puritate; han uppställer här (närmast efter Gerard Johann Voss) fyra olika perioder inom språket och litteraturen, nämner författarna i de enskilda perioderna, fastställer en rad skribenter från guld- och silveråldern som normer för den rena latiniteten och anför till sist en rad ord och talesätt som prov på, vad som inte är rent latin. 
En del satser från denna skrift återkommer i två mindre betydande avhandlingar, som försvarades för magistergraden av olika kandidater under hans presidium; den ena av dem behandlar ett på den tiden älskat tema, nyttan av filologins studium för alla andra studier.